# Mark II (Panzer)

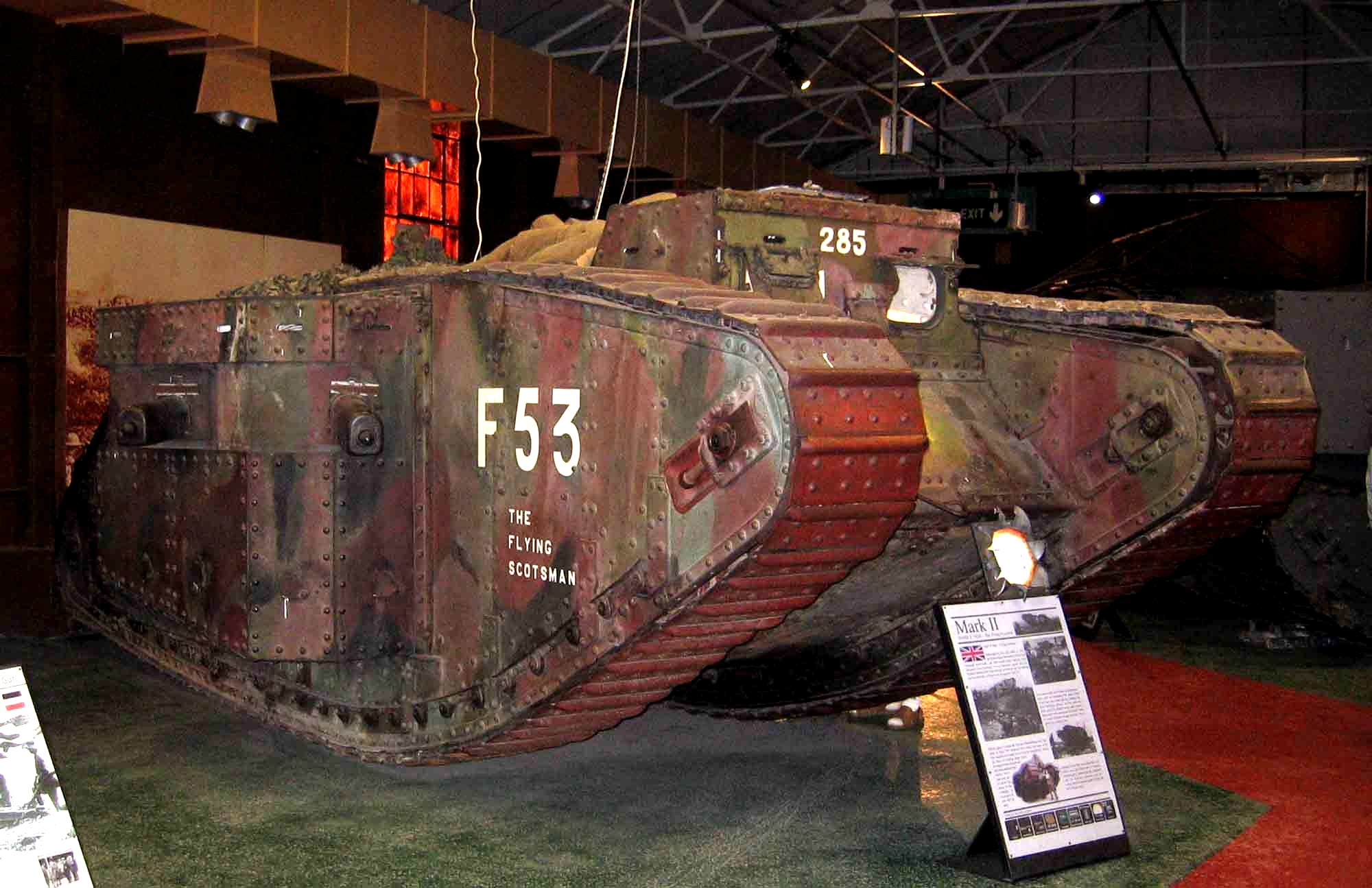
Der letzte Mark II im Panzermuseum Bovington

Der Mark II war ein britischer Panzer aus dem Ersten Weltkrieg. 

## Beschreibung
Der Mark II war eine Weiterentwicklung des Mark I, bei dem das Steuerrad entfernt wurde, da es sich als eher hinderlich erwiesen hatte. Weiter war der Turm in der Breite verkleinert, da der Einsatz einer breiteren Gleiskette geplant war. Der wichtigste Unterschied war aber, dass diese Fahrzeuge nur zu Übungszwecken vorgesehen waren – daher war nur minimaler Panzerschutz vorhanden. In den Stahlplatten befanden sich Löcher, in die bei Bedarf weitere Platten eingehängt werden sollten.
Als Notfallmaßnahme wurden 45 der 50 ungepanzerten Fahrzeuge im April 1917 in Frankreich bei Arras eingesetzt. Die Abmessungen stimmten mit denen des Mark I überein.

## Verbleib
Der einzige heute noch erhaltene Mark II, der F53 The Flying Scotsman, steht im Panzermuseum Bovington (Südwestengland). Er weist bis heute die während der Schlacht bei Arras im April 1917 erhaltenen Beschädigungen auf.